# Antoine Guillaumont
Pour les articles homonymes, voir Guillaumont.
Antoine Guillaumont est un historien du christianisme oriental ancien, également spécialiste du syriaque et du copte et archéologue, né à L'Arbresle (Rhône) le 13 janvier 1915, mort le 25 août 2000 à Paris. 

## Carrière
Il fait ses études supérieures de lettres à Montpellier, où il a pour condisciple le futur égyptologue François Daumas. Il obtient l'agrégation de lettres classiques en 1943. 
De 1946 à 1951, il est attaché, puis chargé de recherches, au CNRS, et assure en même temps une conférence temporaire de syriaque à l'EPHE-Sciences historiques et philologiques (« IVe section »). 
En 1948, l'édition des fragments sahidiques (recension copte) de l'Asceticon d'Isaïe de Gaza lui vaut le titre d'élève diplômé de l'EPHE-Sciences religieuses (« Ve section »). À partir de 1952, il est titulaire d'une direction d'études « Hébreu et araméen » à la IVe section. 
De 1957 à 1974, il la cumule avec une direction « Christianismes orientaux » à la Ve section. Il conserve uniquement cette dernière direction de 1974 à 1981. Mais entre-temps, en 1977, il est devenu professeur au Collège de France, sur une chaire intitulée « Christianisme et gnoses dans l'Orient préislamique », qu'il occupe jusqu'à sa retraite en 1986. 
En 1984, il est élu membre de l'Académie des inscriptions et belles-lettres. Il a d'autre part été responsable de la rédaction (de 1951 à 1979), puis directeur, de la Revue de l'histoire des religions, et président de la Société Ernest Renan (section française de l'Association internationale d'histoire des religions).
L'essentiel de ses travaux a porté sur deux milieux monastiques déterminés, la Syrie du nord-est du IVe au VIIe siècle et la Basse-Égypte aux IVe et Ve siècles. Ses recherches dans les collections de manuscrits orientaux l'ont conduit notamment à la découverte d'une version complète des Chapitres gnostiques d'Évagre le Pontique dans un manuscrit syriaque du British Museum. Il s'est ensuite beaucoup intéressé à l'histoire de l'origénisme mystique dans les milieux monastiques égyptiens et syriens de l'Antiquité tardive (Évagre le Pontique, Étienne Bar Soudaïli). En 1964, il a repéré en Basse-Égypte le site monastique des Kellia (séjour d'Évagre le Pontique de 385 à sa mort en 399), jusqu'alors non identifié, et il l'a fouillé de 1965 à 1969 avec François Daumas, directeur de l'Institut français d'archéologie orientale du Caire.

## Principales publications
- Les « Kephalaia gnostica » d'Évagre le Pontique et l'histoire de l'origénisme chez les Grecs et les Syriens, Paris, Seuil, 1962.
- Leçon inaugurale faite le 9 décembre 1977, Collège de France, chaire de christianisme et gnoses dans l'Orient préislamique, Collège de France, 1978, 36 p.
- Aux origines du monachisme chrétien. Pour une phénoménologie du monachisme, Spiritualité orientale no 30, Bégrolles-en-Mauges, Abbaye de Bellefontaine, 1979, 239 p.
- Études sur la spiritualité de l'Orient chrétien, Spiritualité orientale no 66, Bégrolles-en-Mauges, Abbaye de Bellefontaine, 1997, 284 p.
- Un philosophe au désert : Évagre le Pontique, Paris, Vrin, coll. « Textes et traditions », no 8, 2004, 430 p.